# Brunnenberg (Jachenau)
Der Brunnenberg bildet zusammen mit dem Hochenkopf einen 1102 Meter hohen, waldbedeckten Bergrücken in vorwiegend west-östlicher Richtung in den Bayerischen Voralpen, der Tal und Ortschaft Jachenau von dem parallel verlaufenden Reichenautal auf seiner Nordseite trennt. Er besteht vollständig aus festem Plattenkalk, war während der Würmeiszeit komplett vom Eis bedeckt, und seine Süd- und Nordflanken fallen sehr steil ab in die beiden ihn begleitenden Täler.
Der Bergrücken ist vom Tal bis in die Gipfelregion mit dem für die Jachenau typischen, relativ stabilen Gebirgsmischwald bedeckt, entstanden durch die Jahrhunderte währende Waldwirtschaft der Jachenauer Bauern und Söldner als „Rechtler“, seit 1983 als Eigentümer.